# Joey Alexander
Joey Alexander, właśc. Josiah Alexander Sila (ur. 25 czerwca 2003 w Denpasarze) – indonezyjski pianista jazzowy.
Na fortepianie zaczął grać w wieku sześciu lat, słuchając albumów jazzowych z kolekcji ojca oraz kompozycji takich jak Well, You Needn’t Theloniousa Monka.
W 2015 r., w wieku 11 lat, wydał swój debiutancki album pt. My Favorite Things.
Na swoim koncie ma trzy nominacje do nagród Grammy. W 2016 r. otrzymał nominacje w kategoriach: Best Improvised Jazz Solo i Best Jazz Instrumental Album. W 2017 r. był ponownie nominowany w tej pierwszej kategorii. W 2018 r. otrzymał nagrodę AMI (Anugerah Musik Indonesia) za utwór Moment’s Notice (kategoria: najlepszy instrumentalny artysta jazzowy).
Jest pierwszym indonezyjskim muzykiem, którego album znalazł się na liście Billboard 200.

## Dyskografia
Źródło:
Albumy
- 2015: My Favorite Things
- 2016: Countdown
- 2017: Joey.Monk.Live
- 2018: Eclipse
- 2020: Warna